# جايل أوجرادي
جايل أوجرادي (بالإنجليزية: Gail O'Grady)‏ هي ممثلة أمريكية، ولدت في 23 يناير 1963 بديترويت في الولايات المتحدة.

## أعمال

### أفلام
- (2011)  لايد تو رست 2

### مسلسلات
- إن واي بي دي بلو
- ربات بيوت يائسات
- رجلان ونصف
- ميامي
- كاسل
- هاواي فايف أو

## وصلات خارجية
- جايل أوجرادي على موقع IMDb (الإنجليزية)
- جايل أوجرادي على موقع ألو سيني (الفرنسية)
- جايل أوجرادي على موقع أول موفي (الإنجليزية)
- جايل أوجرادي على موقع قاعدة بيانات الأفلام السويدية (السويدية)
- جايل أوجرادي على موقع إن إن دي بي (الإنجليزية)
- جايل أوجرادي على موقع قاعدة بيانات الفيلم (الإنجليزية)
- جايل أوجرادي على موقع كينوبويسك (الروسية)